# The Other Side of Midnight
The Other Side of Midnight é um filme estadunidense de 1977, do gênero drama, dirigido por Charles Jarrott. O roteiro é baseado na obra homônima de Sidney Sheldon.

## Sinopse
A bela Noelle Page encontra o piloto americano Larry Douglas na França e se apaixona. Ela o espera para se casar, mas Larry a abandona e se casa com outra nos Estados Unidos. Mas Noelle não o esquece mesmo depois de se tornar uma atriz famosa. Ela trama para que Larry seja contratado como piloto particular de seu rico e poderoso amante para se vingar dele, mas a paixão reacende.